# We Baby Bears
We Baby Bears (no Brasil: Ursinhos em Curso e em Portugal: Nós, os Ursinhos) é uma série animada estadunidense desenvolvida por Manny Hernandez para o Cartoon Network. A obra é uma série secundária derivada de We Bare Bears.

## Premissa
We Baby Bears segue as aventuras dos ursos Pardo, Panda e Polar em sua caixa mágica em busca de um lar para morar.

## Elenco
| Personagem | Estados Unidos | Brasil             | Portugal |
| ---------- | -------------- | ------------------ | -------- |
| Pardo      | Connor Andrade | Flávio Oliveira    | N/D      |
| Panda      | Amari McCoy    | Amanda Tavares     | N/D      |
| Polar      | Max Mitchell   | Demétrius Augustus | N/D      |
| Narrador   | Demetri Martin | Fernando Ferraz    | N/D      |